# 向得寺
向得寺（こうとくじ）は、神奈川県相模原市にある仏教寺院。単立寺院（仏教系単立）。

## 概略と沿革
『新編相模国風土記稿』に次のようにある。無量光寺の末寺で、僧向得（俗姓波賀氏。足利持氏に疎まれて遁世する）の開山。天文の頃、兵火に罹り衰退した。その後津久井城主内藤氏が再興し、住阿弥を住職とした。
『麻山集』の写本を所有している。

## 交通アクセス
東日本旅客鉄道相模線原当麻駅より神奈川中央交通バスで向得寺バス停留所下車すぐ